# 北方戰爭訓練中心
北方戰爭訓練中心（英語：United States Army Northern Warfare Training Center，縮寫：NWTC）是美國阿拉斯加陸軍（USARAK）特種技能訓練單位和設施的名稱，位於美國阿拉斯加州黑拉皮茲，由溫賴特堡管理。

## 使命
根據北方戰爭訓練中心的介紹，其任務是“為美國阿拉斯加陸軍的領導人提供相關訓練，使他們能夠在嚴酷的寒冷天氣和山區環境中作戰並取得勝利。經過冬季訓練的士兵也是夏季優秀的戰士；僅經過夏季訓練的士兵在冬天會很無助！”